# 奧塔瓦洛縣
0°14′N 78°16′W / 0.233°N 78.267°W
奧塔瓦洛縣（西班牙語：Cantón Otavalo），是厄瓜多爾的縣份，位於該國北部，由因巴布拉省負責管轄，首府設於奧塔瓦洛，始建於1824年6月24日，面積500平方公里，2010年普查人口總數為104,874人，人口密度每平方公里209.75人。